# Коринексохиды
Коринексохиды (лат. Corynexochida) — отряд трилобитов. Палеозойская группа: найдены в кембрийском, ордовикском, силурийском и девонском периодах. Название отряда происходит от слов «булава» (Koryne) и «высокий, выдающийся» (Exochos).

## Описание
Тело овальное, удлинённое. Торакс (туловищный отдел) включает от 2 до 12 сегментов, чаще 7—8 (у примитивных родов до 18). Глаза обычно крупные. Выпуклая часть головного щита, или глабелла, вытянутая, расширяется кпереди; с боков часто вогнутая. Головной щит с развитыми щёчными шипами.

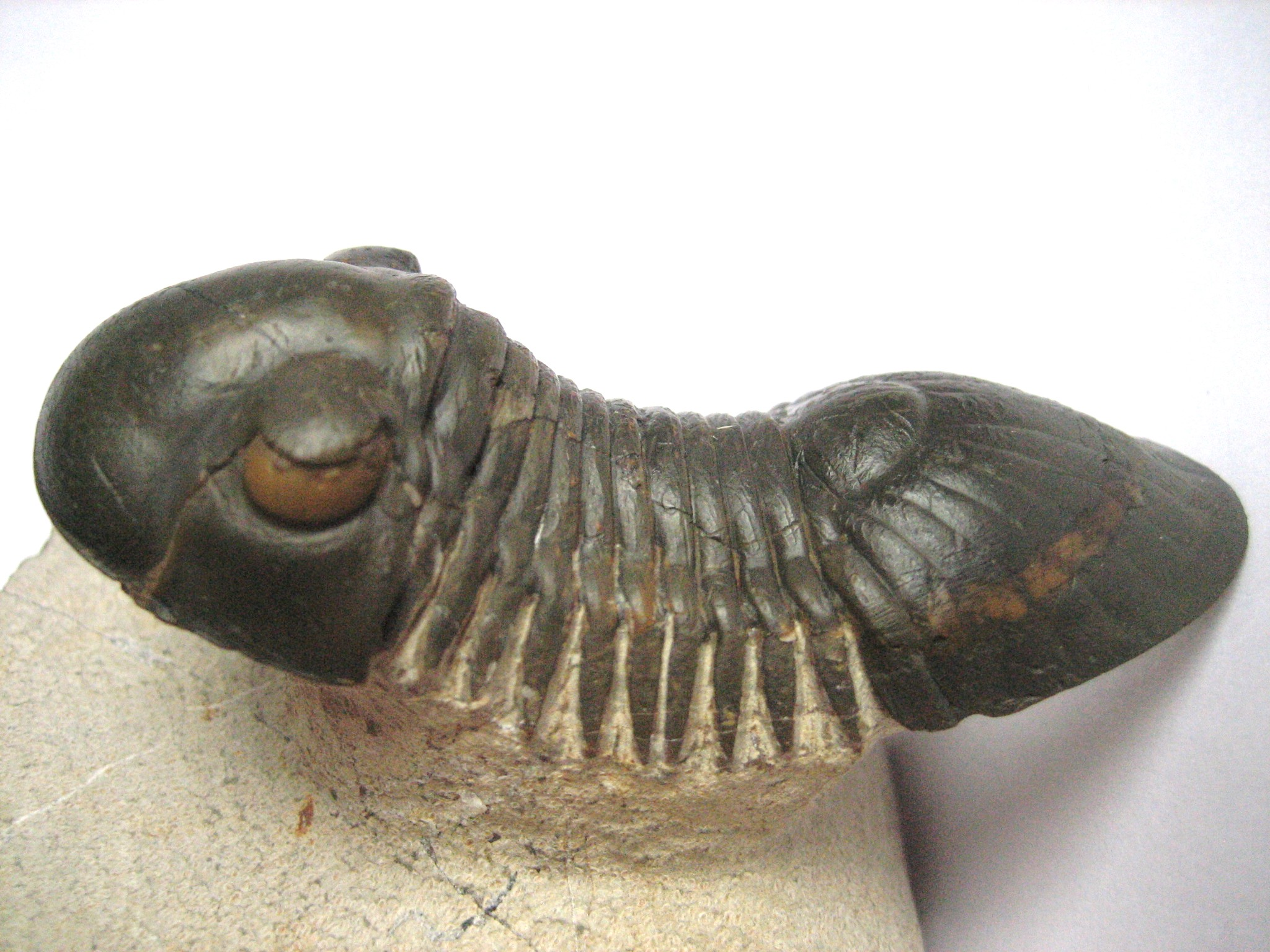
Paralejurus
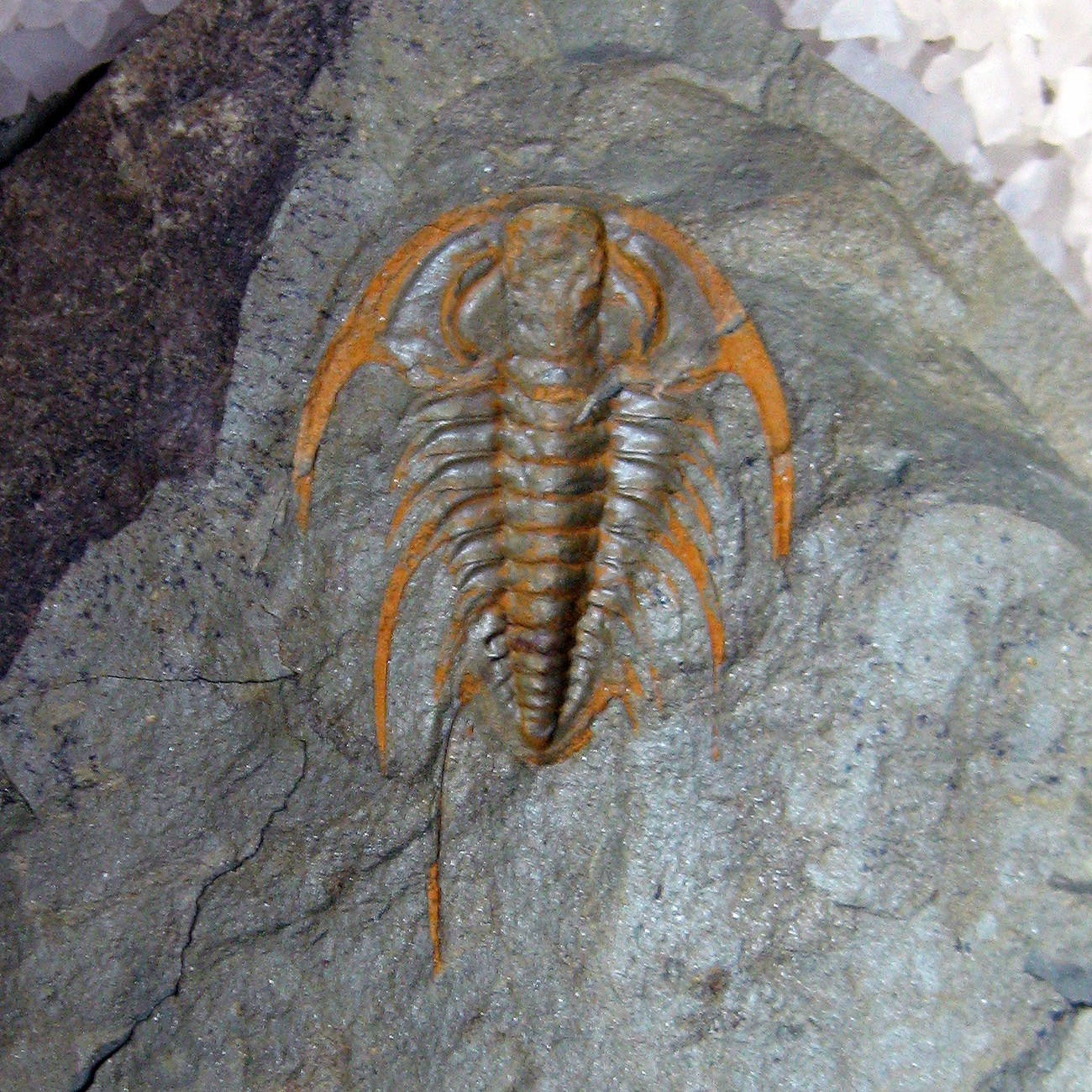
Albertella
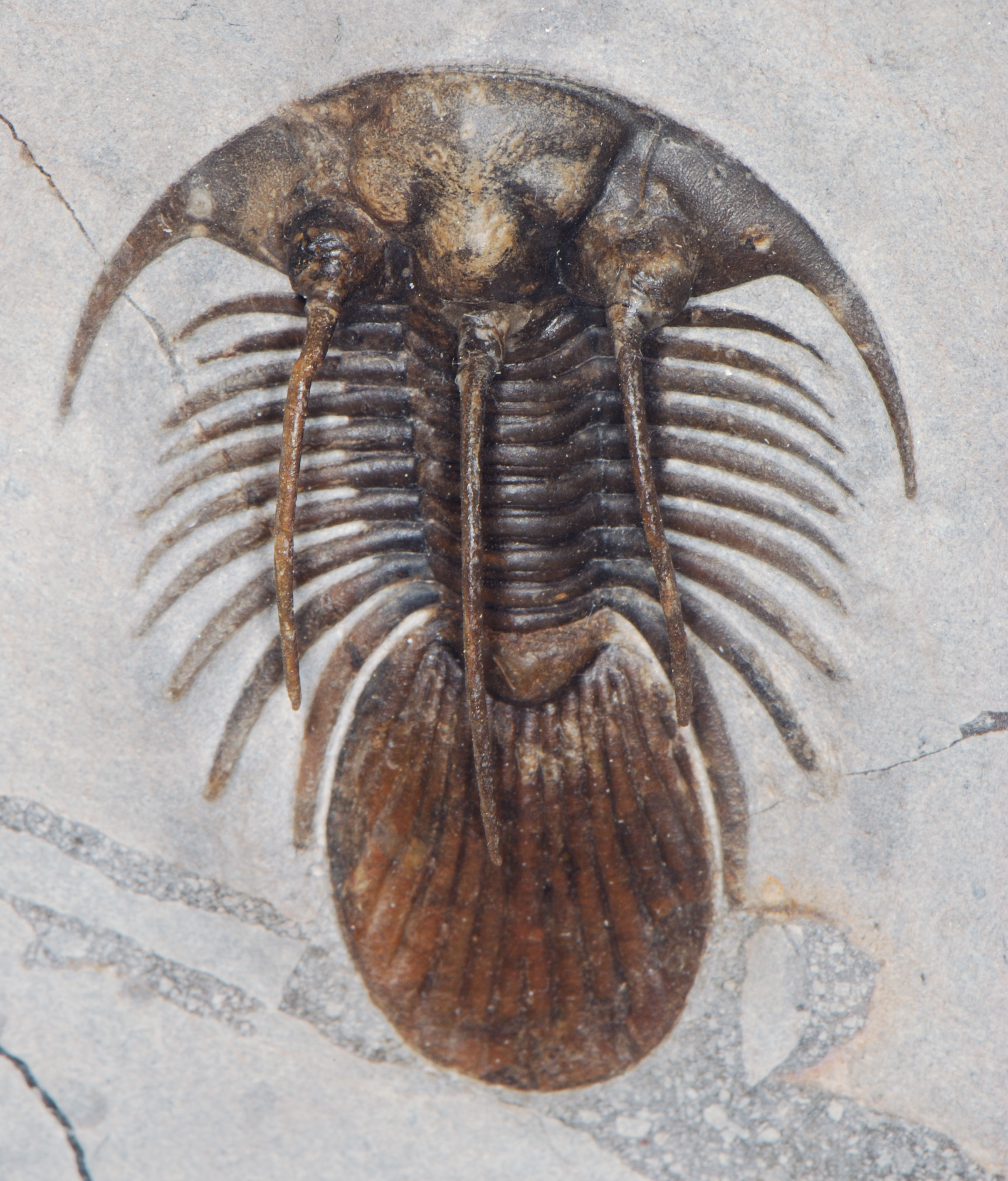
Kolihapeltis
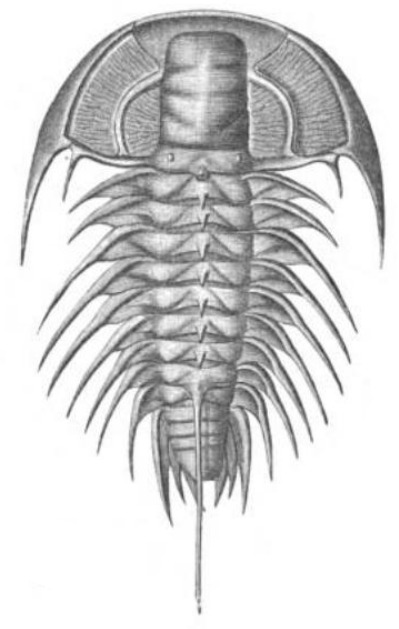
Olenoides typicalis
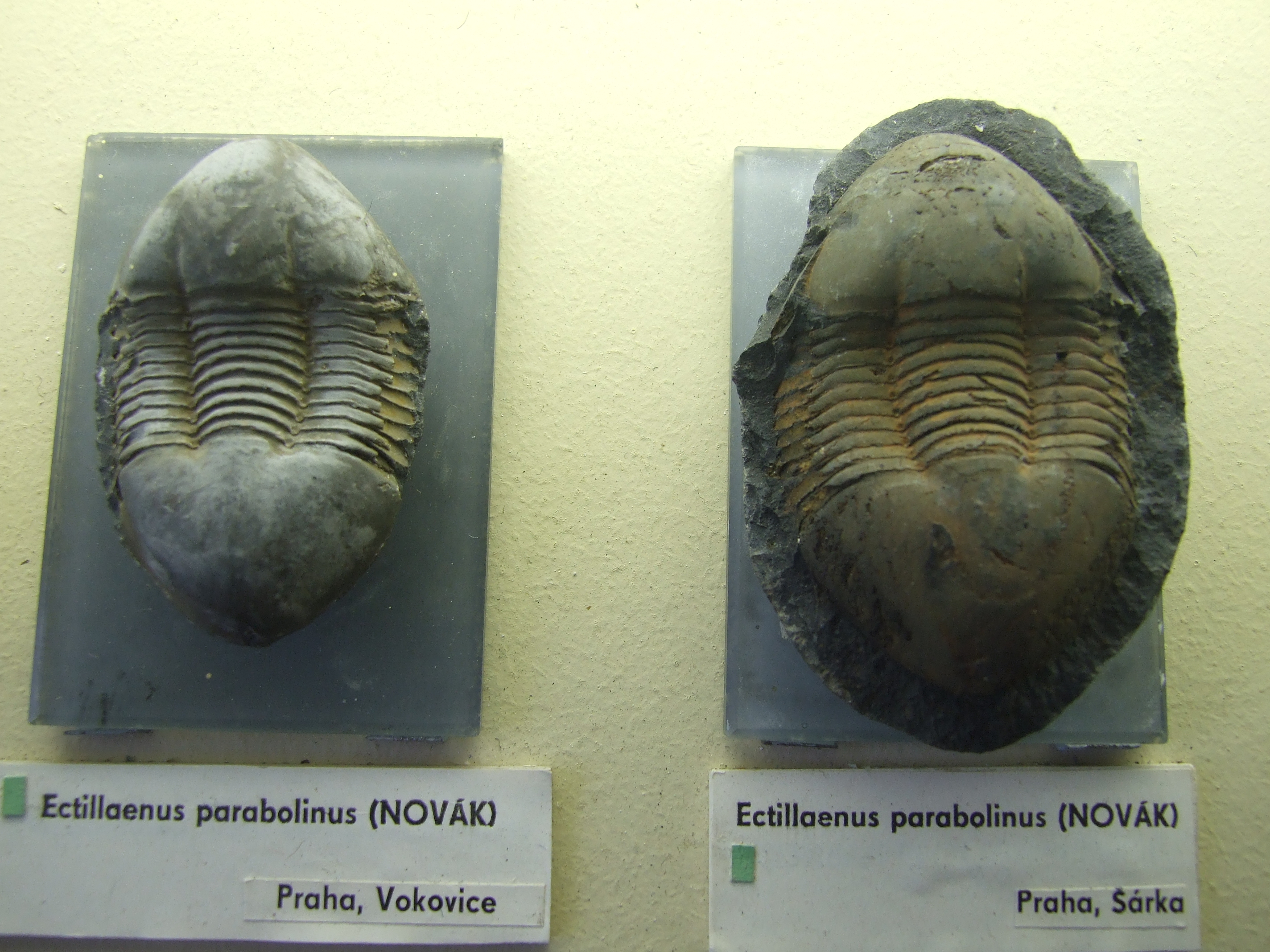
Ectillaenus parabolinus
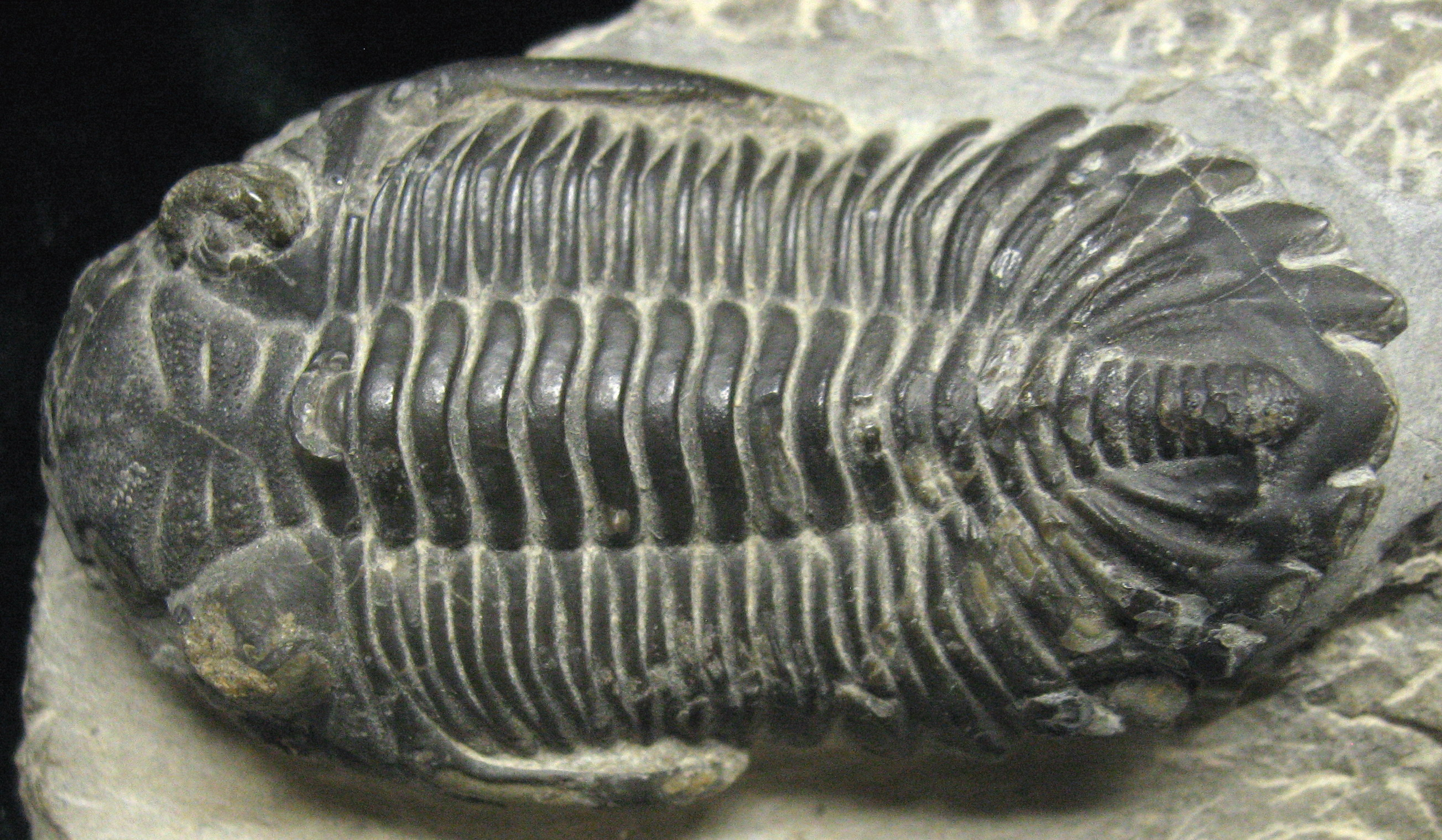
Paralejurus
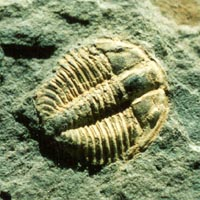
Holyoakia simpsoni

## Классификация
Крупная и разнообразная группа трилобитов (более 300 родов), разделённая на 3 подотряда (Corynexochina, Illaenina, Leiostegiina). Группа была впервые выделена в 1935 году японским зоологом Тейити Кобаяси (Teiichi Kobayashi; 1901—).
- Corynexochina (Corynexochoidea)
  - Corynexochidae, Dinesidae, Dokimocephalidae, Dolichometopidae, Dorypygidae, Edelsteinaspididae, Jakutidae, Oryctocephalidae (включая Cheiruroididae), Zacanthoididae
- Illaenina (Illaenoidea)
  - Illaenidae, Panderiidae, Styginidae (=Scutelluidae), Tsinaniidae
  - Tsinaniidae: Blandiaspis, Dictyella, Esseigania, Guluheia, Jiwangshania, Leiaspis, Lonchopygella, Paradictyites, Shergoldia, Taipaikia, Tsinania (=Dictyites, Dictya), Zhujia
- Leiostegiina (Leiostegioidea)
  - Cheilocephalidae: Aksayaspis, Cheilocephalus (=Pseudolisania; =Zhalangtania), Emsurella, Lecanoaspis, Macelloura, Oligometopus (=Bemicella), Parakoldinia, Pseudokingstonia, Pseudokoldinia
  - Illaenuridae: Ambonolium, Illaenurus, Lecanopyge, Minicephalus, Olenekella, Platydiamesus, Polyariella, Rasettaspis, Rasettia (/Platycolpus), Resseraspis, Tatonaspis, Yurakia
  - Kaolishaniidae: Anhuiaspis, Ceronocare, Donggouia, Eokaolishania, Eoniansuyia, Eotingocephalus, Hapsidocare, Hemikaolishania, Kabutocrania, Kaolishania, Kaolishaniella, Liaotropis, Mansuyia, Mansuyites (=Parapalacorona), ?Mimana, Palacorona, Palemansuyia, Parakaolishania, Pararnansuyella (/Paramansuyia), Peichiashania, Prolloydia, Shidiania, Taianocephalus, Tangjiaella, Tingocephalus, Tugurelluin, Wayaonia
  - Leiostegidae
  - Ordosiidae: Delinghaspis, Kontrastina, Nidanshania, Ordosia, Paralevisia, Plesioinouyella, Poshania, Pseudotaitzuia, Taitzuia, Taitzuina, Tylotaitzuia, Wanshania, Xundiania
  - Pagodiidae: Arcifimbria, Bienella, Datsonia, Girandia, Idamea, Lichengaspis, Lotosoides, Oreadella, Pagodia, Pagodioides, Phoreotropis, Prochuangia, Ptychopleurites (/Ptychopleura; =Aposolenopleura; =Punctularia), Sagitaspis, Sagitoides, Seletoides, Wittekindtia
  - Shirakiellidae: Neoshirakiella, Pseudotaishania, Shirakiella, Yantaiella

## Геохронология
Группа появилась около 520 млн лет назад в начале кембрийского периода и полностью вымерла в конце девонского периода.
| Докембрий | Фанерозой | Фанерозой | Фанерозой | Фанерозой | Фанерозой | Фанерозой | Фанерозой | Фанерозой | Фанерозой | Фанерозой | Фанерозой | Фанерозой | Эон       |
| Докембрий | Палеозой  | Палеозой  | Палеозой  | Палеозой  | Палеозой  | Палеозой  | Мезозой   | Мезозой   | Мезозой   | Кайнозой  | Кайнозой  | Кайнозой  | Эра       |
| --------- | --------- | --------- | --------- | --------- | --------- | --------- | --------- | --------- | --------- | --------- | --------- | --------- | --------- |
| Докембрий | Кембрий   | Ордо вик  | Сил ур    | Девон     | Карбон    | Пермь     | Триас     | Юра       | Мел       | Палео ген | Нео ген   |           | П-д       |
| 4567      | 538,8     | 486,85    | 443,1     | 419,62    | 358,86    | 298,9     | 251,902   | 201,4     | 143,1     | 66,0      | 23,04     |           | млн лет ← |
| 4567      | 538,8     | 486,85    | 443,1     | 419,62    | 358,86    | 298,9     | 251,902   | 201,4     | 143,1     | 66,0      | 23,04     | 2,58      |           |